# 213 Lilaea
213 Lilaea este un asteroid din centura principală, descoperit pe 16 februarie 1880, de Christian Peters.